# Wedding bells
Wedding bells is een nummer van de Volendamse band BZN uit 1997.
Het lied is afkomstig van het album Pearls en werd in de zomer van 1997 op single uitgebracht. Het werd de vijftigste hit van BZN in de Nederlandse Top 40 en hiervoor werden zij bekroond als de meest succesvolle Nederlandse act in de geschiedenis. Wedding bells hield het in de Top 40 zeven weken vol en bereikte de zesde plaats. Het origineel is van Mireille Mathieu - Kleine Schwalbe. Het was de laatste top 10-hit die de groep in de Nederlandse Top 40 scoorde.

## Versies
In 2012 verscheen bij CEPRA Records een vinyluitgave van Santo Domingo met op de B-kant Wedding Bells. In 2013 verschenen zowel de versie van BZN als een live-versie van Piet Veerman in de Volendammer Top 1000.

## Hitnoteringen
| Wedding bells in de Nederlandse Top 40 - binnen: week 36 | Wedding bells in de Nederlandse Top 40 - binnen: week 36 | Wedding bells in de Nederlandse Top 40 - binnen: week 36 | Wedding bells in de Nederlandse Top 40 - binnen: week 36 | Wedding bells in de Nederlandse Top 40 - binnen: week 36 | Wedding bells in de Nederlandse Top 40 - binnen: week 36 | Wedding bells in de Nederlandse Top 40 - binnen: week 36 | Wedding bells in de Nederlandse Top 40 - binnen: week 36 | Wedding bells in de Nederlandse Top 40 - binnen: week 36 |
| Week                                                     | 1                                                        | 2                                                        | 3                                                        | 4                                                        | 5                                                        | 6                                                        | 7                                                        | 8                                                        |
| -------------------------------------------------------- | -------------------------------------------------------- | -------------------------------------------------------- | -------------------------------------------------------- | -------------------------------------------------------- | -------------------------------------------------------- | -------------------------------------------------------- | -------------------------------------------------------- | -------------------------------------------------------- |
| Nummer                                                   | 14                                                       | 7                                                        | 6                                                        | 7                                                        | 11                                                       | 22                                                       | 33                                                       | uit                                                      |